# نائو کوزاکا
نائو کوزاکا (انگلیسی: Nao Kosaka؛ زادهٔ ۷ سپتامبر ۲۰۰۲) آیدل ژاپنی، و بازیگر اهل ژاپن است.